# 我在1949，等你
《我在1949，等你》（英語：Letter 1949），是一部台灣電視劇，2009年11月9日起，週一至週四晚間八點至十點播出。是華視首部以HD高畫質拍攝的精緻八點檔。入圍第45屆金鐘獎「戲劇節目男配角獎」-張晨光、「美術設計獎」-張宇翱。

## 大綱
2009年上海老城區，80多歲的林鄉，還是堅守著自己已經被政府劃為待拆的老房子。此時，一個兩岸合辦，名為「老上海」的攝影展正如火如荼的籌備中，曾經在大學新聞系教攝影的他，在過去學生的請求下，總算願意提供一些當年拍攝的老照片。攝影展到了台北，韓爺爺（韓祖光）在老同事的邀請下帶著一家人前來參觀。韓奶奶（喬雁清）獨自瀏覽緬懷，突然在一張老照片裡看見年輕時的自己，背景是上海的外灘，奶奶內心激動翻騰，突然昏倒。原來，這張來自上海的老照片主人正是林鄉，拍攝的時間就在1949年，當林鄉可以再掌鏡為喬雁清拍照卻已是2009年的今天，過去這60年故事已被寫成一封封寄不出去的家書...

## 角色列表

### 主要角色
| 演 員               | 角 色         | 介 紹 |
| 戴君竹              | 喬雁清 (1948) | 這一年喬雁清18歲，她與父親相依為命，在父親的呵護下，她就讀了女子書院音樂科系。她很聰慧，內心卻非常固執。因為她的美麗，使得新月照相館的老闆把她的照片掛在店裡櫥窗，深深吸引住從台灣來的記者林鄉，他們相識之後，很快陷入熱戀。喬父工作的唐家少爺唐浩儀，一直對雁清相當心儀，他積極追求雁清一直未獲回應。當他知道喬雁清與林鄉在一起，表面上它好似君子一般祝福，私底下卻想盡辦法拆散這對佳偶。 |
| 戴君竹              | 韓瑋(2009)    | 23歲，韓祖光與喬雁清的孫女，有一張精緻如洋娃娃卻很有個性的的臉，生在台灣，因為是獨生女，自小備受家人寵愛。畢業於雪梨大學藝術學院，為了攝影可以上山下海不計一切。是對前衛的事物感到新奇有趣，權威這兩個字從來起不了作用，她最信任依賴是奶奶喬雁清。回台灣後與幼時認識的唐爺爺孫子－唐軒重逢，兩人相談甚歡，唐軒很快以他的能力、財力與才華讓韓瑋心動。她不明白唐軒對她的感情為何隨著一連串奶奶那一代所發生的事情也一起變動，她慢慢意識到唐軒作為一個生意人的殘酷，她也一直選擇相信及原諒，但是，自己又能忍受多久唐軒的忽冷忽熱呢？她自己也不知道。                            |
| 海蓉                | 喬雁清(2009)  | 韓家的奶奶，70歲，上海人。說話輕聲細語，帶著一點上海口音。她除了是韓奶奶，還是喬老師，小學家政老師退休後，平時會教社區的太太作一些江浙點心。手藝巧，人和氣又慈祥，沒有人不喜歡她。如果不是得到林鄉還沒有死的消息，她人生的最後一年，不會如此驟變，從得到消息，回上海查證，與等了她50年林鄉重逢。那個五十年前的喬雁清，一點一點的復活了，然而回到台灣，照顧她一輩子的韓祖光也需要他，她很清楚人生已經不會重來一次，面對兩個對她有情有義男人，她陷入兩難。 |
| 林佑威              | 唐浩儀 (1948) | 27歲,他是上海交通局留美回來的年輕官員，也是擁有數家紡紗廠的小開，家境優渥，唐浩儀外表斯文有禮，氣質出眾。雖然對人很親切，畢竟是世家公子，性格裡還是有著呼風喚雨的任性，他可以擁有上海最美的交際花自願與他共舞，卻得不到喬雁清的芳心。在目睹林鄉與喬雁清的戀情後，他心生怨懟，一心想要破壞他們，但他心裡也是矛盾的，他希望取代林鄉在雁清心目中的地位，讓雁清真心的接受他，而不是奪人之美... |
| 林佑威              | 唐軒(2009)    | 25歲，唐浩儀的孫子，家族顯赫、自信完美，他是大唐集團的唯一接班人，他的父母在一場空難中過世，唐浩儀一路栽培唐軒希望他能接掌他的企業，但唐軒是個有主見的男孩，18歲的時候，他希望爺爺讓他去澳洲唸書，而且要念他喜歡的美術，一拿到MFA的學位畢業，他就立刻回台灣，準備接班。果然，唐軒的油畫被評價為渾然天成，他的企圖心與好品味讓他搖身一變成為縱橫商業界與時尚圈的人物，但他心裡只有一個身影---韓瑋。當他發現了上上代的一些恩恩怨怨之後，他認為韓瑋的奶奶對不起爺爺，辜負他的一番心意。他忽然有一種復仇的心，他要替唐浩儀討回一個公道...                                       |
| 張晨光              | 唐浩儀(2009)  | 77歲，台灣大唐集團的董事主席，身價40億。每天依然4點起床鍛鍊身體，6點進辦公室批公文看前晚美國股盤，8點開主管會報...沒有一個主管比他更耳聰目明，對大唐來說，他仍然是最有權力的人物。他只結過一次婚，幾年後妻子獨自前往美國，從此沒有回來，傳言他的妻子受不了唐浩儀乖僻的個性，與唐的特別助理發生感情，唐不只沒有怪他們，反而給了他們一筆錢，要他們永遠不可以回到台灣。他帶著喬雁清來台灣，與雁清以表兄妹相稱，而且轉而控制她的人生，他把韓祖光當自己兄弟，韓祖光的工作婚姻、房舍無一不是經由唐浩儀打點過。他像一雙擺脫不了的眼睛，凝望著喬雁清，他控制著喬雁清一家人的人生... |
| 李運慶              | 韓祖光(1948)  | 剛剛到台灣的韓祖光，也只有20出頭，是個熱血正義的年輕人，雖然人在異地，但他很快就適應下來，等著回家。他上學的晚，在中學時遭遇中華民國國軍舟山大撤退，在放學途中莫名其妙被強制徵兵，來台後，他因為路見不平而認識喬雁清，他照顧著這個孤身的女孩，看她為了離開故鄉上海與父親而憔悴，韓祖光義不容辭的照顧她。這輩子他最大的幸運就是娶了喬雁清，一個他作夢都想不到的女孩。 |
| 顧寶明              | 韓祖光(2009)  | 韓家的爺爺，75歲，浙江舟山人，隨著中華民國國民政府撤退來台的外省第一代，70多歲了說起話來還是中氣十足。韓祖光有個男人的臂膀扛起韓家一家人的生計，個性剛烈耿直說一不二。因為雁清認識的表哥唐浩儀，在他的安排下，韓祖光順利升官，結婚生子，直到退休。然而對喬雁清，他還是一貫的愛護，看起來他是個大男人，但許多事情都是雁清拿主意。 |
| 劉愷威 配音：張書偉 | 林鄉 (1948)   | 25歲，精通英、日、漢語，台南望族後代，家中環境很好，總是有音響、留聲機、相機等等時髦玩意兒。他是個熱情積極的年輕人，總是毫不諱言的批評時局，1947年起，台灣時局混亂，家人怕他出事，希望他往日本避禍，但他不顧家人反對，隻身抵達上海，繼續他在報社記者的工作。一到上海他就認識了喬雁清，她靈秀的氣質和慧黠的思緒深深吸引他。他與喬雁清很快有了更深的交往，兩人在青春與局勢變動的助燃下，決定不顧喬父的反對，雖然喬雁清決定跟林鄉走天涯，還來不及成親，他們已有夫妻之實，林鄉為了故鄉家人與不知在何方的喬雁清想辦法在上海生存下來...                                           |
| 黃小立              | 林鄉(2009)    | 70多歲，台灣台南人，受日式教育，卻在上海老城區獨居將近50年。林鄉回到上海，一直住在當年新月照相館的樓上，他發現雁清的父親沒有離開，一直到喬父過世前這20年，他一直照顧著喬父。60歲後他開始在大學新聞系教攝影。這50年來，他為喬雁清拍攝的照片，喬雁清的攝影作品，一直跟在他身邊，支持他度過大漠、冰天雪地與勞改的苦痛。50多年來他用一封一封寄不出的書信，傾吐著他的思念、分享他的生活。他以為雁清永遠看不到這些信，但他沒有料到，在死前竟然見到喬雁清... |
| 黃鴻升              | 李文雄(2009)  | 25歲，長像清秀，思想及行為跳躍的大男孩。喜好自由，對未來的生涯充滿冒險精神。非常注重打扮，是天生的衣架子，連畫畫的工作服都要親自設計。他是台北大稻埕茶商的第3代，老家在台南是望族，與林鄉的家人相鄰而居，出生在巴拉圭，又到深圳念台商小學畢業，中學回到台北，畢業後又到澳洲唸雪梨大學藝術學院。他是典型的世界之子，在不同的文化陶養下長大，在機場跟韓瑋相識後，他一直對韓瑋一往情深，卻對自己很沒信心，他始終覺得只要告白，他在韓瑋心目中那個不受羈絆的形象就會蕩然無存...                                                                                                  |

### 其他角色
| 演 員                | 角 色  | 介 紹                    |
| 岳躍利               | 唐非   | 唐浩儀之父               |
| 陳澤霖               | 小包   |                          |
| 鄧安寧               | 趙主編 | 上海新鋒報社主編         |
| 林美秀               | 陳滿月 | 林鄉之母                 |
| 吳伊婷               | 焦敏   | 唐浩儀之妻               |
| 尹馨                 | 雲姬   | 唐浩儀與唐軒的紅粉知己   |
| 吳中天               | Edward |                          |
| 吳亞馨               | 莫生生 |                          |
| 高振鵬 狄志杰 (1949) | 老方   | 唐浩儀的助理             |
| 劉亮佐               | 韓本立 | 韓祖光的兒子，韓瑋的爸爸 |
| 謝瓊煖               | 范純美 | 韓祖光的媳婦，韓瑋的媽媽 |
| 朱陸豪 黃健瑋 (1949) | 老馬   | 韓祖光的死黨             |
| 陸一龍 邱逸峰 (1949) | 張興化 | 韓祖光的死黨             |

## 拍攝場景
- 韓家：位於臺北市關渡
- 唐軒度假的地方：勻淨湖法式餐廳，位於苗栗縣大湖鄉
- 上海的碼頭：上海嫩江口

## 收視率
| 播映日期                 | 週數     | 平均收視 | 集數  | 排名 | 備註   |
| ------------------------ | -------- | -------- | ----- | ---- | ------ |
| 2009年11月9日－11月12日  | 1        | 0.55     | 01-04 | 9    |        |
| 2009年11月16日－11月19日 | 2        | 0.53     | 05-08 | 8    |        |
| 2009年11月23日－11月26日 | 3        | 0.51     | 09-12 | 8    | 完結篇 |
| 收視平均                 | 收視平均 |          | -     | -    | -      |

- 同時段戲劇：三立台灣台《天下父母心》、民視《娘家》、中視《閃亮的日子》、台視《少林武僧／射鵰英雄傳》、大愛《蘭心飄芳／醫世情》
- 由AGB尼爾森調查，調查範圍是四歲以上收看電視之觀眾。 
資料來源：中時娛樂

## 相關新聞
- 林佑威誓言要以【我在1949，等你】奪得明年金鐘最佳男主角 （页面存档备份，存于）

## 外部連結
- 官方网站－華視

## 電視節目的變遷
| 華視主頻 每週一至週四 20:00 - 22:00                | 華視主頻 每週一至週四 20:00 - 22:00              | 華視主頻 每週一至週四 20:00 - 22:00 |
| -------------------------------------------------- | ------------------------------------------------ | ----------------------------------- |
|                                                    | 我在1949，等你 （2009年11月9日－2009年11月26日） |                                     |
| 别再叫我外籍新娘 （2009年10月21日－2009年11月5日） | 歡喜來逗陣 （2009年11月30日－2009年12月24日）    |                                     |

| HiHD頻道 每週一至週五 20:00 - 20:55 | HiHD頻道 每週一至週五 20:00 - 20:55             | HiHD頻道 每週一至週五 20:00 - 20:55 |
| ----------------------------------- | ----------------------------------------------- | ----------------------------------- |
|                                     | 我在1949，等你 （2010年1月25日－2010年2月25日） |                                     |
| 協奏曲                              | 牽牛花開的日子                                  |                                     |